# Сиуатанехо-де-Асуэта
Сиуатанехо-де-Асуэта (исп. Zihuatanejo de Azueta), прежнее название Хосе-Асуэта (исп. José Azueta) — муниципалитет в Мексике, штат Герреро, с административным центром в городе Сиуатанехо. Численность населения, по данным переписи 2010 года, составила 118 211 человек.

## Общие сведения
6 мая 2008 года название муниципалитета было изменено с Хосе-Асуэта на Сиуатанехо-де-Асуэта, став отражать историческую составляющую: Zihuatanejo с языка пурепеча можно перевести как вода жёлтой горы, и Azueta — в честь национального героя, сражавшегося с американскими интервентами, Хосе Асуэта.
Площадь муниципалитета равна 1468 км², что составляет 2,31 % от площади штата. Он граничит с другими муниципалитетами Герреро: на севере с Коауаютла-де-Хосе-Мария-Исасагой и Коюка-де-Каталаном, на востоке с Петатланом, на западе с Ла-Унион-де-Исидро-Монтес-де-Окой, а на юге омывается водами Тихого океана.

## Учреждение и состав
Муниципалитет был образован 23 декабря 1953 года, в его состав входит 205 населённых пунктов, самые крупные из которых:
| Код INEGI | Населённый пункт                                     | Численность населения (2005 год) | Численность населения (2010 год) | Фото                                                      |
| 038       | Всего                                                | 104 609                          | 118 211                          |                                                           |
| 0001      | Сиуатанехо (административный центр)                  | 62 376                           | 67 408                           | Пляж и отель «Плая Мадера» Беседка на центральной площади |
| 0124      | Истапа-Сиуатанехо (исп. Ixtapa Zihuatanejo)          | 6 406                            | 8 992                            | Пляж и отель «Плая Мадера» Беседка на центральной площади |
| 0013      | Сан-Хосе-Истапа (исп. San José Ixtapa)               | 6 797                            | 8 698                            | Пляж и отель «Плая Мадера» Беседка на центральной площади |
| 0023      | Эль-Коакоюль (исп. El Coacoyul)                      | 6 362                            | 6 850                            | Пляж и отель «Плая Мадера» Беседка на центральной площади |
| 0057      | Пантла (исп. Pantla)                                 | 3 806                            | 3 917                            | Пляж и отель «Плая Мадера» Беседка на центральной площади |
| 0089      | Вальеситос-де-Сарагоса (исп. Vallecitos de Zaragoza) | 1 668                            | 2 000                            | Пляж и отель «Плая Мадера» Беседка на центральной площади |
| 0012      | Баррио-Нуэво (исп. Barrio Nuevo)                     | 1 261                            | 1 726                            | Пляж и отель «Плая Мадера» Беседка на центральной площади |
| 0206      | Колония-Аэропуэрто (исп. Colonia Aeropuerto)         | 1 242                            | 1 618                            | Пляж и отель «Плая Мадера» Беседка на центральной площади |
| 0207      | Вилья-Эрмоса (исп. Villa Hermosa)                    | 1 095                            | 1 519                            | Пляж и отель «Плая Мадера» Беседка на центральной площади |
| 0005      | Лос-Альмендрос (исп. Los Almendros)                  | 980                              | 1 198                            | Пляж и отель «Плая Мадера» Беседка на центральной площади |
| 0002      | Лос-Ачотес (исп. Los Achotes)                        | 943                              | 1 161                            | Пляж и отель «Плая Мадера» Беседка на центральной площади |
| 0077      | Сан-Мигелито (исп. San Miguelito)                    | 925                              | 1 065                            | Пляж и отель «Плая Мадера» Беседка на центральной площади |

## Экономическая деятельность
По статистическим данным 2000 года, работоспособное население занято по секторам экономики в следующих пропорциях: сельское хозяйство и скотоводство — 8,2 %, обрабатывающая и производственная промышленность — 18,3 %, сфера услуг и туризма — 71,1 %.

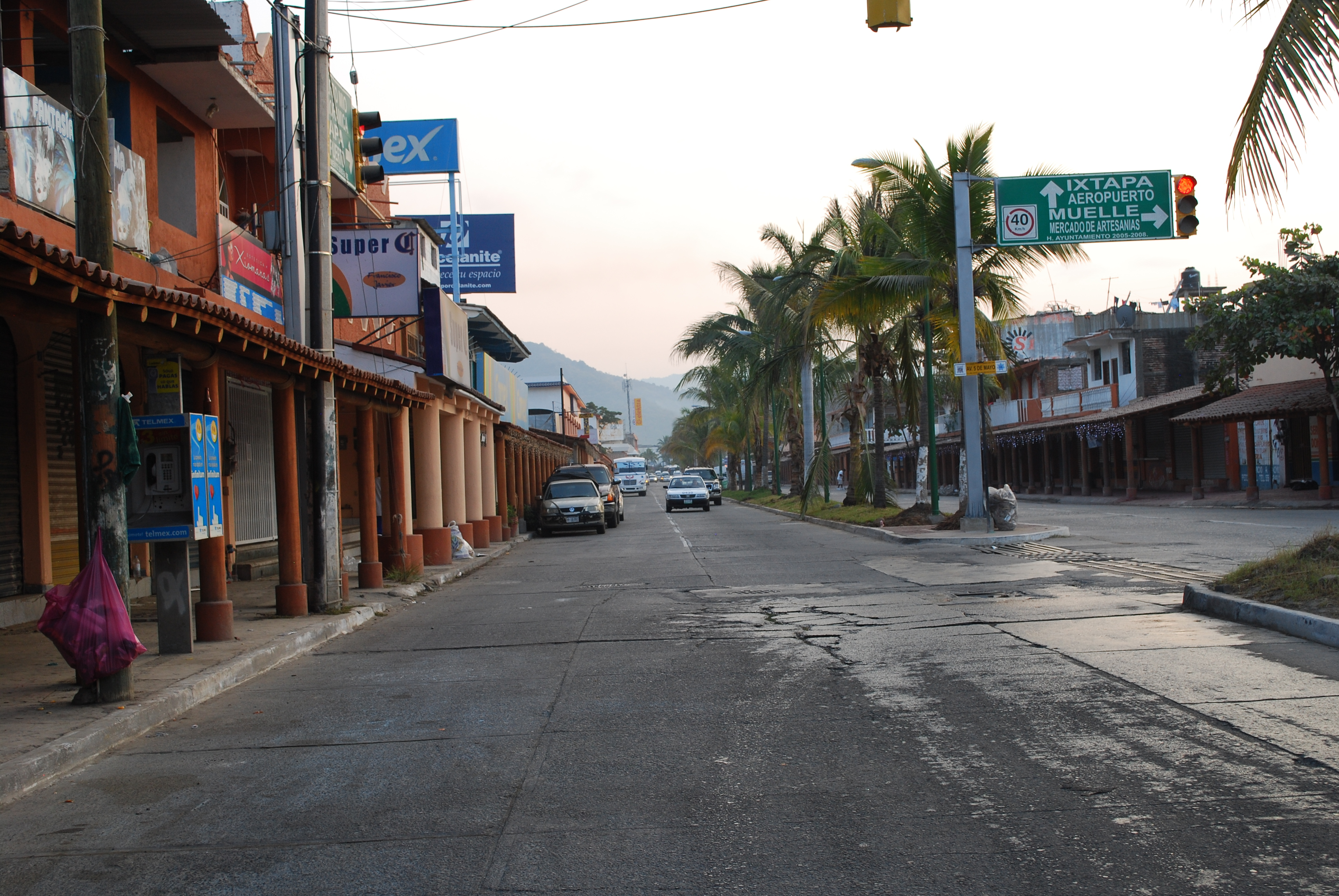
Улица Морелоса в административном центре

## Инфраструктура
По статистическим данным 2010 года, инфраструктура развита следующим образом:
- электрификация: 98,3 %;
- водоснабжение: 84,2 %;
- водоотведение: 94%.

## Туризм
Основные места, привлекающие туристов:
- Архитектурные: церковь Богородицы Гваделупской.
- Исторические: памятники Хосе Асуэта, Ласаро Карденасу и Висенте Герреро; археологический музей Коста-Гранде.

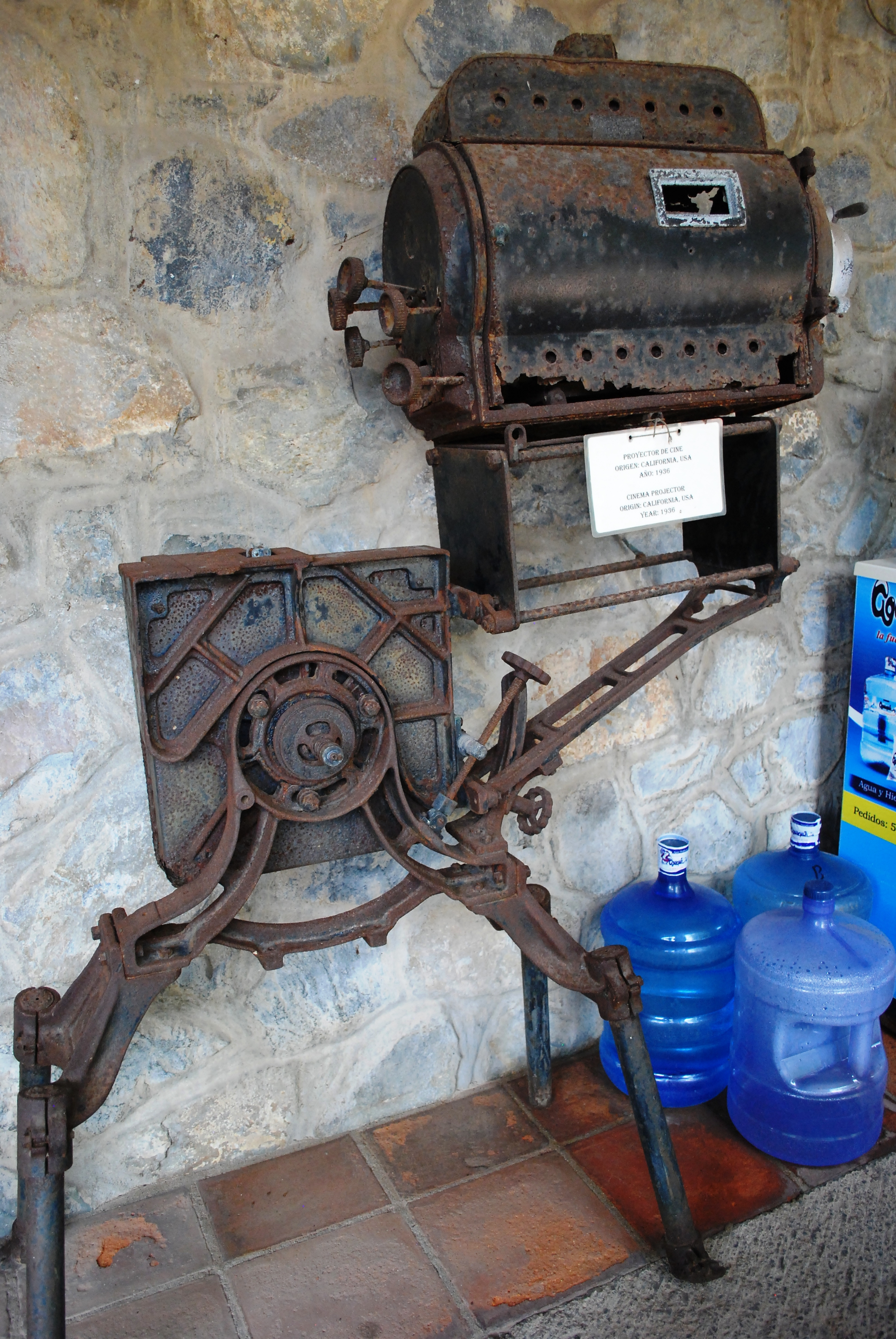
Кинопроектор 1936 года в музее

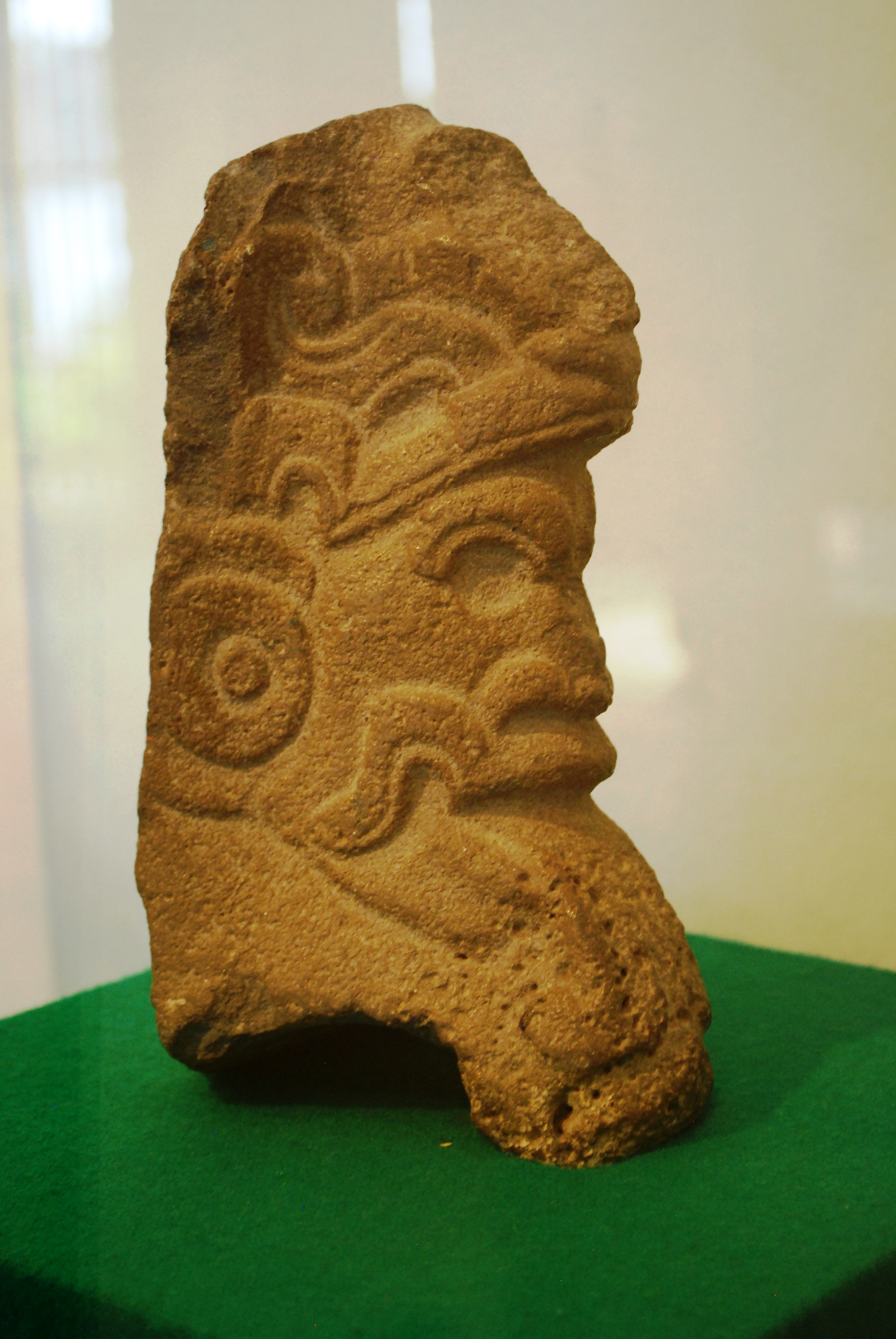
Экспонат археологического музея Коста-Гранде

- Природные: 15 пляжей.